# 张金光
张金光（1936年—2013年9月2日），秦汉史专家、山东大学教授。著有《秦制研究》。

## 生平
1956年考入南开大学历史学系，1978年考取山东大学历史系中国古代史专业研究生，先后师从郑天挺、王玉哲、韩连琪等。2013年9月2日病逝。